# Pilar (ort i Brasilien, Paraíba, Pilar, lat -7,27, long -35,26)
Pilar är en ort i Brasilien.   Den ligger i kommunen Pilar och delstaten Paraíba, i den östra delen av landet, 1 700 km nordost om huvudstaden Brasília. Pilar ligger 38 meter över havet och antalet invånare är 7 588.
Terrängen runt Pilar är huvudsakligen platt. Pilar ligger nere i en dal. Närmaste större samhälle är Itabaiana, 10,5 km sydväst om Pilar.
Omgivningarna runt Pilar är en mosaik av jordbruksmark och naturlig växtlighet. Runt Pilar är det ganska tätbefolkat, med 120 invånare per kvadratkilometer.